# 슈퍼 콜럼바인 대학살 RPG!
《슈퍼 콜럼바인 대학살 RPG!》(Super Columbine Massacre RPG!)는 대니 레돈이 2005년 4월 출시한 롤플레잉 비디오 게임이다. 콜럼바인 고등학교 총기 난사 사건을 게임으로 재구성하였다.